# Strangers When We Meet
Strangers When We Meet é um filme de drama romântico estadunidense de 1960, dirigido por Richard Quine. O roteiro de Evan Hunter adapta romance próprio homônimo.
As filmagens foram em Los Angeles, com cenas em Beverly Hills, Brentwood , Santa Monica e  Malibu. Todos os locais são da Califórnia.

## Elenco
- Kirk Douglas...Larry Coe
- Kim Novak...Margaret Gault
- Ernie Kovacs...Roger Altar
- Barbara Rush...Eve Coe
- Walter Matthau...Felix Anders
- Virginia Bruce...Madame Wagner
- Kent Smith...Stanley Baxter
- Helen Gallagher...Betty Anders
- John Bryant...Ken Gault
- Sue Ane Langdon...Daphne

## Sinopse
Larry Coe é um arquiteto de Los Angeles casado e dedicado aos dois filhos pequenos. Ao levar um dos filhos para o ponto do ônibus escolar ele conhece Margaret Gault, a mãe casada de outra pequena criança. Atraído pela beleza da mulher, Larry começa a flertar com ela ao mesmo tempo que recebe uma encomenda para planejar a construção de uma casa em Beverly Hills para o famoso escritor Roger Altar. O caso entre Larry e Margaret se torna sério e o vizinho inescrupuloso Felix descobre e tenta se aproveitar da situação até que chega o momento em que o casal terá que resolver o que fazer com os respectivos casamentos.

## Recepção
A Revista Variety disse que o filme é (em tradução livre, como as demais) "...fácil de se ver mas difícil para pensar...um dramalhão à moda antiga" e "é uma bastante supérflua e lenta história, mas que é levada à tela com tal habilidade e charme que o espectador se encanta com uma atitude de gozo relaxado, mais que o efeito produzido por uma fantasia casual". A Revista Time chamou o filme de "pura viagem". "Silêncio invariavelmente estrangulado", como o crítico de cinema Stanley Kauffmann do The New Republic descreve a dicção de Novak Craig Butler do Allmovie disse que Douglas "visto um pouco fora de lugar" e que o roteiro é "previsível".